# 11e Satellite Awards
De uitreiking van de 11e Satellite Awards, waarbij prijzen werden uitgereikt in verschillende categorieën voor film en televisie uit het jaar 2006, vond plaats in Los Angeles op maandag 18 december 2006.

## Film

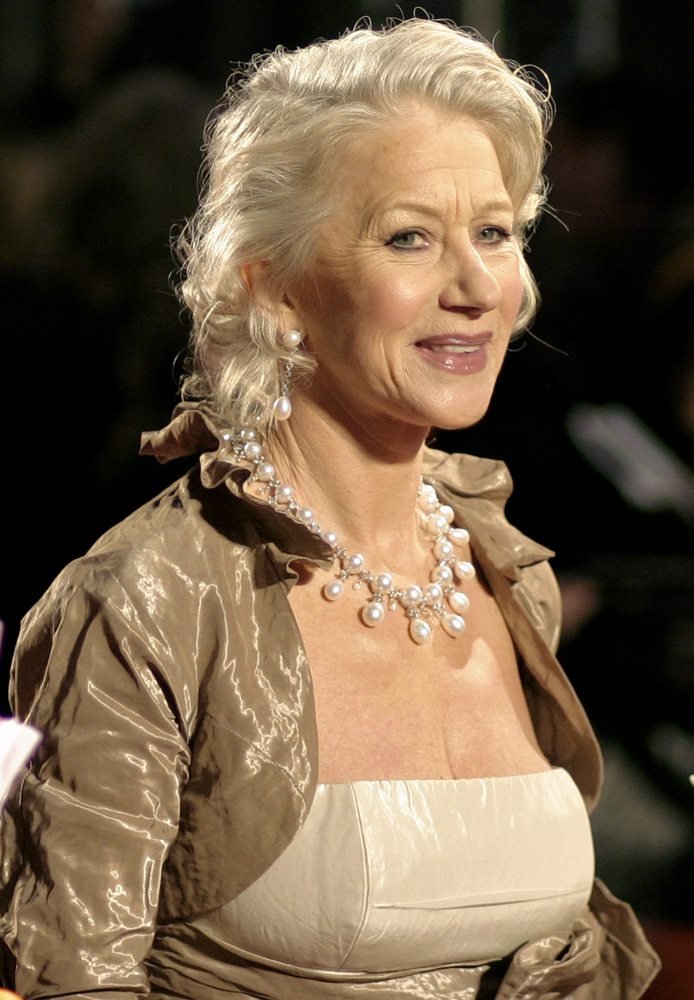
Helen Mirren (The Queen), winnaar beste actrice in een dramafilm

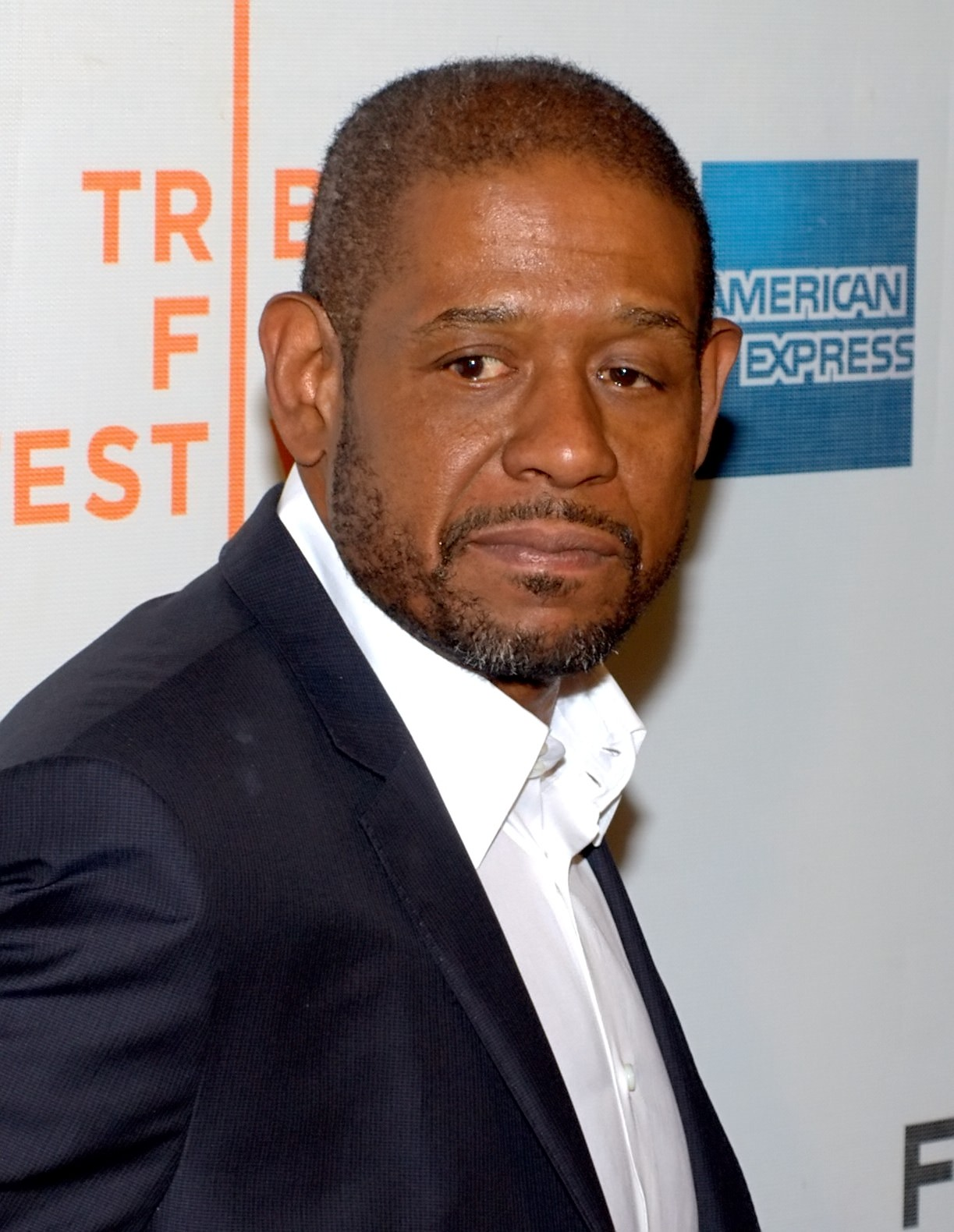
Forest Whitaker (The Last King of Scotland), winnaar beste acteur in een dramafilm

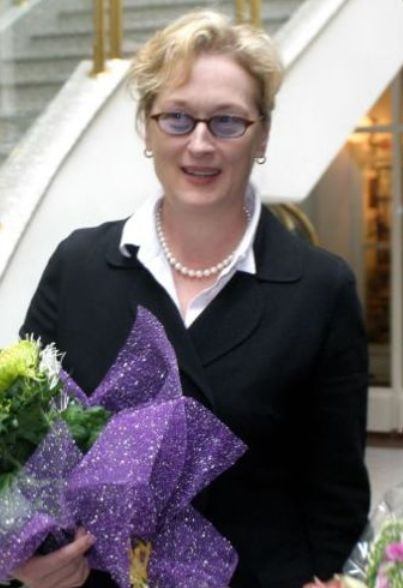
Meryl Streep (The Devil Wears Prada), winnaar beste actrice in een komische of muzikale film

### Beste dramafilm
- The Departed
  - Babel
  - Flags of Our Fathers
  - Half Nelson
  - The Last King of Scotland
  - Little Children
  - The Queen

### Beste komische of muzikale film
- Dreamgirls
  - The Devil Wears Prada
  - Little Miss Sunshine
  - Stranger Than Fiction
  - Thank You for Smoking
  - Venus

### Beste actrice in een dramafilm
- Helen Mirren – The Queen
  - Penélope Cruz – Volver
  - Judi Dench – Notes on a Scandal
  - Maggie Gyllenhaal – SherryBaby
  - Gretchen Mol – The Notorious Bettie Page
  - Kate Winslet – Little Children

### Beste acteur in een dramafilm
- Forest Whitaker – The Last King of Scotland
  - Leonardo DiCaprio – Blood Diamond
  - Ryan Gosling – Half Nelson
  - Joshua Jackson – Aurora Borealis
  - Derek Luke – Catch a Fire
  - Patrick Wilson – Little Children

### Beste actrice in een komische of muzikale film
- Meryl Streep – The Devil Wears Prada
  - Annette Bening – Running with Scissors
  - Toni Collette – Little Miss Sunshine
  - Beyoncé Knowles – Dreamgirls
  - Julie Walters – Driving Lessons
  - Jodie Whittaker – Venus

### Beste acteur in een komische of muzikale film
- Joseph Cross – Running with Scissors
  - Sacha Baron Cohen – Borat: Cultural Learnings of America for Make Benefit Glorious Nation of Kazakhstan
  - Aaron Eckhart – Thank You for Smoking
  - Will Ferrell – Stranger Than Fiction
  - Peter O'Toole – Venus

### Beste actrice in een bijrol
- Jennifer Hudson – Dreamgirls
  - Cate Blanchett – Notes on a Scandal
  - Abigail Breslin – Little Miss Sunshine
  - Blythe Danner – The Last Kiss
  - Rinko Kikuchi – Babel
  - Lily Tomlin – A Prairie Home Companion

### Beste acteur in een bijrol
- Leonardo DiCaprio – The Departed
  - Alan Arkin – Little Miss Sunshine
  - Adam Beach – Flags of Our Fathers
  - Brad Pitt – Babel
  - Donald Sutherland – Aurora Borealis

### Beste niet-Engelstalige film
- Volver (Spanje)
  - Apocalypto (Verenigde Staten)
  - Les temps qui changent (Frankrijk)
  - Das Leben der Anderen (Duitsland)
  - The Syrian Bride (Israel)
  - Water (Canada)

### Beste geanimeerde of mixed media film
- El laberinto del fauno
  - Cars
  - Flushed Away
  - Happy Feet
  - Ice Age: The Meltdown

### Beste documentaire
- Deliver Us from Evil
  - An Inconvenient Truth
  - Jonestown: The Life and Death of Peoples Temple
  - Leonard Cohen: I'm Your Man
  - The U.S. vs. John Lennon
  - The War Tapes

### Beste regisseur
- Bill Condon – Dreamgirls
- Clint Eastwood – Flags of Our Fathers
  - Pedro Almodóvar – Volver
  - Stephen Frears – The Queen
  - Alejandro González Iñárritu – Babel
  - Martin Scorsese – The Departed

### Beste origineel script
- The Queen – Peter Morgan
  - Babel – Guillermo Arriaga en Alejandro González Iñárritu
  - Les temps qui changent – Pascal Bonitzer, Laurent Guyot en André Téchiné
  - Casa de Areia – Luiz Carlos Barreto, Elena Soarez en Andrucha Waddington
  - Volver – Pedro Almodóvar
  - The Wind That Shakes the Barley – Paul Laverty

### Beste bewerkte script
- The Departed – William Monahan
  - Dreamgirls – Bill Condon
  - Flags of Our Fathers – William Broyles, Jr. en Paul Haggis
  - Little Children – Todd Field en Tom Perrotta
  - A Prairie Home Companion – Garrison Keillor
  - Thank You for Smoking – Jason Reitman

### Beste filmsong
- "You Know My Name" – Chris Cornell – Casino Royale
  - "Listen" – Dreamgirls
  - "Love You I Do" – Dreamgirls
  - "Never Let Go" – The Guardian
  - "Till the End of Time" – Little Miss Sunshine
  - "Upside Down" – Curious George

### Beste cinematografie
- Flags of Our Fathers
  - The Black Dahlia
  - Curse of the Golden Flower
  - Casa de Areia
  - The Fountain
  - A Good Year
  - X-Men: The Last Stand

### Beste visuele effecten
- Pirates of the Caribbean: Dead Man's Chest
  - The Da Vinci Code
  - Flags of Our Fathers
  - The Fountain
  - El laberinto del fauno
  - V for Vendetta
  - X-Men: The Last Stand

### Beste montage
- X-Men: The Last Stand
  - Babel
  - Dreamgirls
  - Flags of Our Fathers
  - Miami Vice

### Beste soundtrack
- Babel – Gustavo Santaolalla
  - Brick – Nathan Johnson
  - The Da Vinci Code – Hans Zimmer
  - Flags of Our Fathers – Clint Eastwood
  - Das Leben der Anderen – Gabriel Yared
  - Notes on a Scandal – Philip Glass

### Beste geluidseffecten
- Dreamgirls
  - Babel
  - The Da Vinci Code
  - Flags of Our Fathers
  - X-Men: The Last Stand

### Beste Art Direction
- Flags of Our Fathers
  - Dreamgirls
  - El laberinto del fauno
  - Marie Antoinette
  - V for Vendetta

### Beste kostuums
- The Devil Wears Prada
  - The Black Dahlia
  - Dreamgirls
  - Curse of the Golden Flower
  - Marie Antoinette

## Televisie

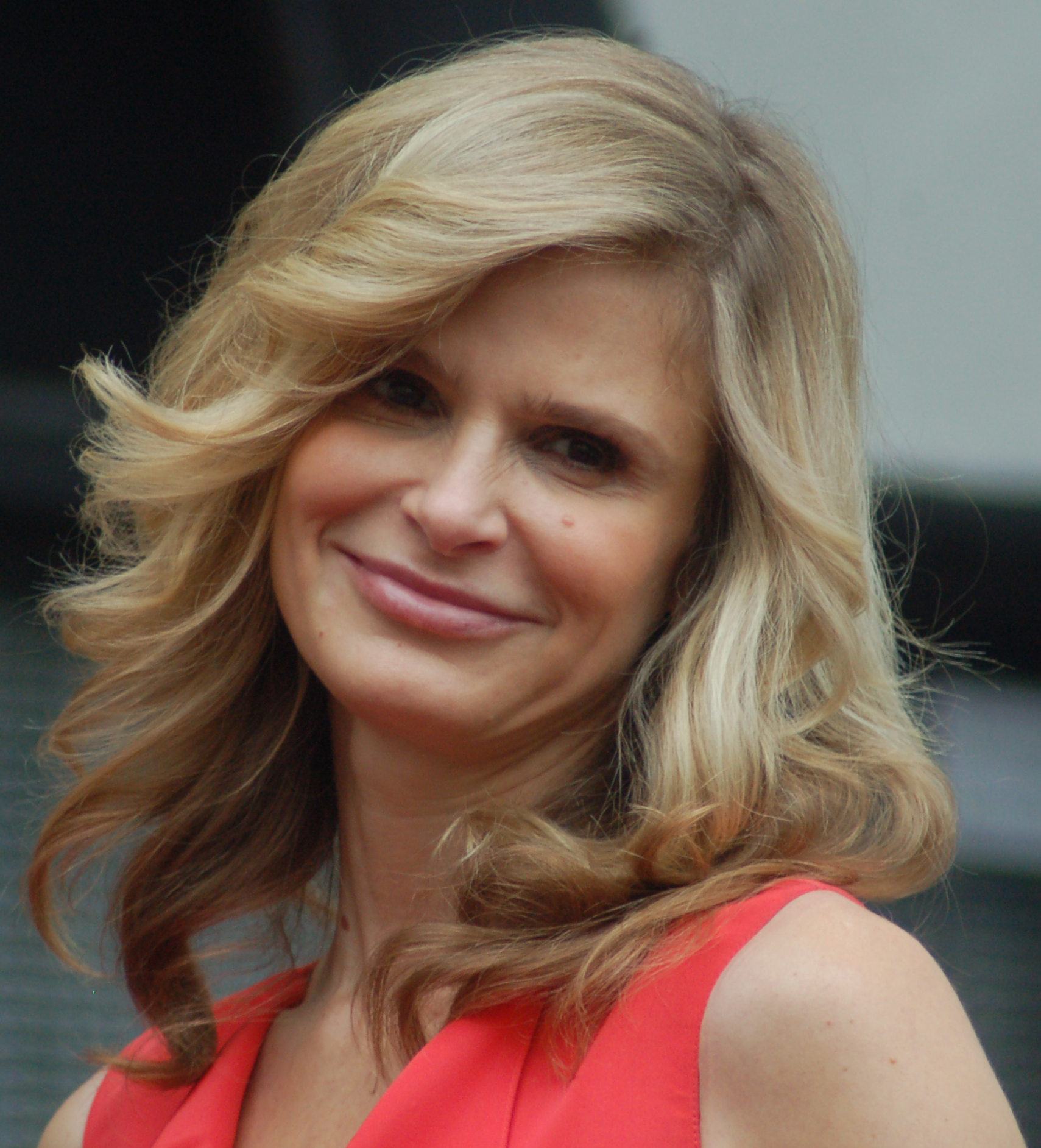
Kyra Sedgwick (The Closer), winnaar beste actrice in een dramaserie

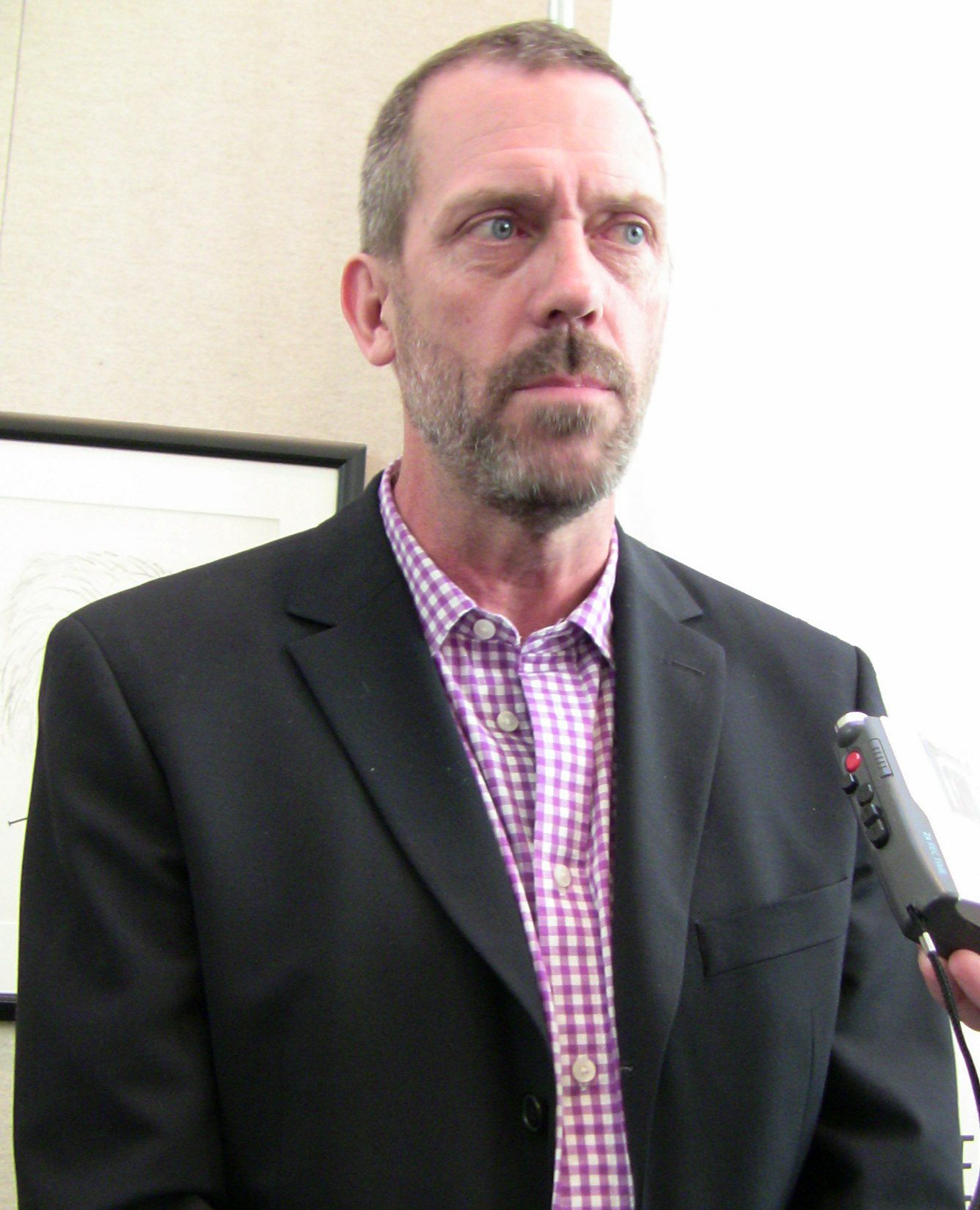
Hugh Laurie (House), winnaar beste acteur in een dramaserie

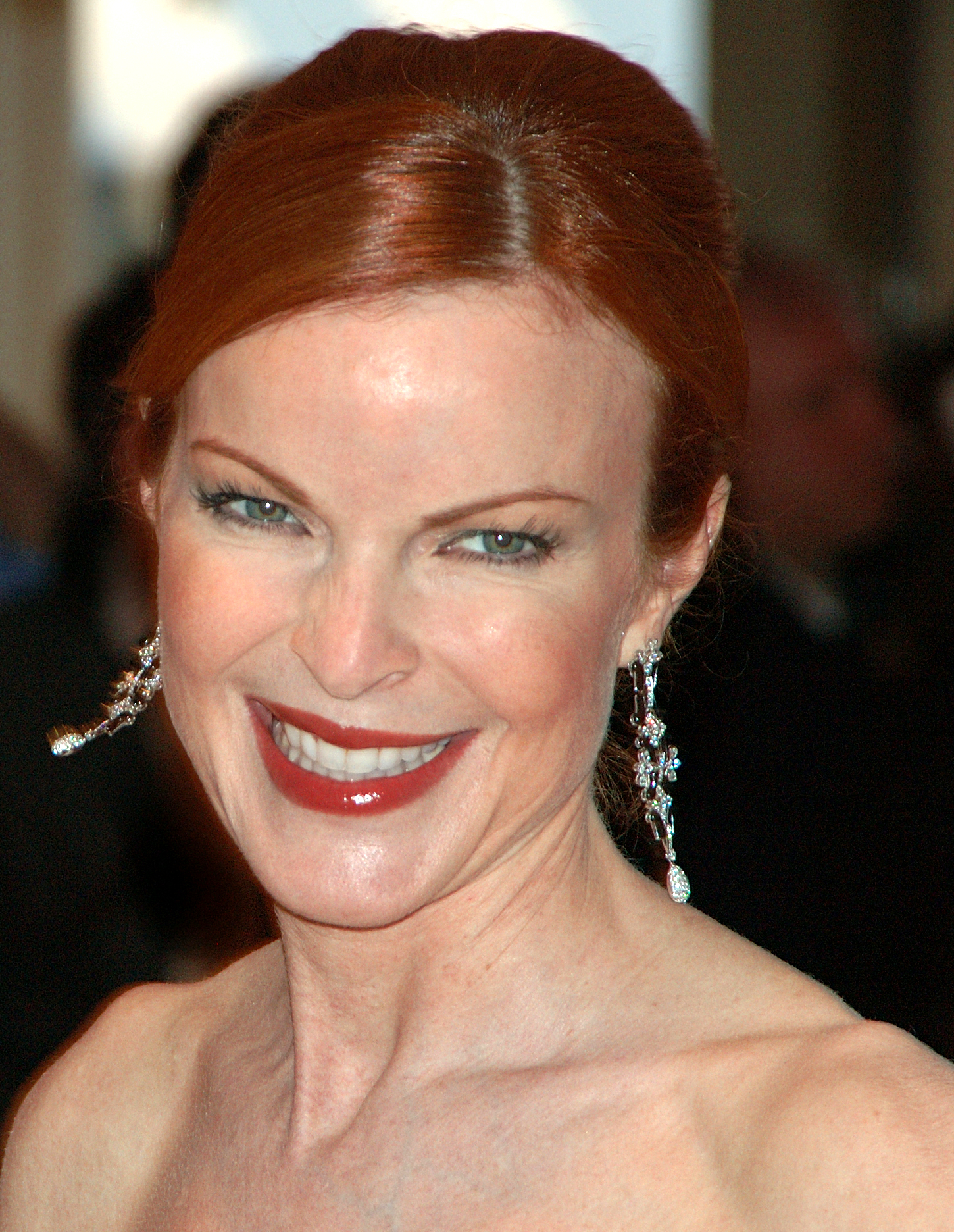
Marcia Cross (Desperate Housewives), winnaar beste actrice in een komische of muzikale serie

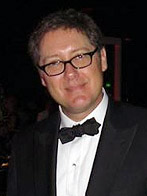
James Spader (Boston Legal), winnaar beste acteur in een komische of muzikale serie

### Beste dramaserie
- House
  - 24
  - Dexter
  - Heroes
  - Rescue Me
  - The Wire

### Beste komische of muzikale serie
- Ugly Betty
  - The Colbert Report
  - Entourage
  - Everybody Hates Chris
  - The Office

### Beste miniserie
- To the Ends of the Earth
  - Bleak House
  - Casanova
  - Elizabeth I
  - Thief

### Beste televisiefilm
- A Little Thing Called Murder
  - Gideon's Daughter
  - High School Musical
  - In from the Night
  - Mrs. Harris

### Beste actrice in een dramaserie
- Kyra Sedgwick – The Closer
  - Kristen Bell – Veronica Mars
  - Emily Deschanel – Bones
  - Sarah Paulson – Studio 60 on the Sunset Strip
  - Amanda Peet – Studio 60 on the Sunset Strip
  - Jeanne Tripplehorn – Big Love

### Beste acteur in een dramaserie
- Hugh Laurie – House
  - Michael C. Hall – Dexter
  - Denis Leary – Rescue Me
  - Bill Paxton – Big Love
  - Matthew Perry – Studio 60 on the Sunset Strip
  - Bradley Whitford – Studio 60 on the Sunset Strip

### Beste actrice in een komische of muzikale serie
- Marcia Cross – Desperate Housewives
  - America Ferrera – Ugly Betty
  - Laura Kightlinger – The Minor Accomplishments of Jackie Woodman
  - Lisa Kudrow – The Comeback
  - Julia Louis-Dreyfus – The New Adventures of Old Christine
  - Mary-Louise Parker – Weeds

### Beste acteur in een komische of muzikale serie
- James Spader – Boston Legal
  - Stephen Colbert – The Colbert Report
  - Steve Carell – The Office
  - Ted Danson – Help Me Help You
  - Jason Lee – My Name Is Earl
  - James Roday – Psych

### Beste actrice in een televisiefilm of miniserie
- Judy Davis – A Little Thing Called Murder
  - Gillian Anderson – Bleak House
  - Annette Bening – Mrs. Harris
  - Helen Mirren – Elizabeth I
  - Miranda Richardson – Gideon's Daughter

### Beste acteur in een televisiefilm of miniserie
- Bill Nighy – Gideon's Daughter
  - Andre Braugher – Thief
  - Charles Dance – Bleak House
  - Hugh Dancy – Elizabeth I
  - Ben Kingsley – Mrs. Harris

### Beste actrice in een bijrol in een serie, miniserie of televisiefilm
- Julie Benz – Dexter
  - Vanessa L. Williams – Ugly Betty
  - Elizabeth Perkins – Weeds
  - Jean Smart – 24
  - Fionnula Flanagan – Brotherhood
  - Laurie Metcalf – Desperate Housewives

### Beste acteur in een bijrol in een serie, miniserie of televisiefilm
- Tony Plana – Ugly Betty
  - Philip Baker Hall – The Loop
  - Michael Emerson – Lost
  - Robert Knepper – Prison Break
  - Jeremy Piven – Entourage
  - Forest Whitaker – The Shield